# Chingia urens
Chingia urens är en kärrbräkenväxtart som beskrevs av Holtt. Chingia urens ingår i släktet Chingia och familjen Thelypteridaceae. Inga underarter finns listade.